# Vinius tryhana
Vinius tryhana is een vlinder uit de familie van de dikkopjes (Hesperiidae). De wetenschappelijke naam van de soort is voor het eerst geldig gepubliceerd in 1913 door William James Kaye.